# كأس رابطة الأندية الإنجليزية المحترفة 1993–94
كأس رابطة الأندية الإنجليزية المحترفة 1993–94 (بالإنجليزية: 1993–94 Football League Cup)‏ هو موسم من كأس رابطة الأندية الإنجليزية المحترفة. كان عدد الأندية المشاركة فيه 92، وفاز فيه أستون فيلا.